# روشان برنس
روشان برنس (بالإنجليزية: Roshan Prince)‏ هو كاتب أغاني هندي، ولد في 12 سبتمبر 1981.

## وصلات خارجية
- روشان برنس على موقع IMDb (الإنجليزية)
- روشان برنس على موقع ميوزك برينز (الإنجليزية)
- روشان برنس على موقع قاعدة بيانات الفيلم (الإنجليزية)